# Hệ sinh thái thủy sinh

Một cửa sông và các vùng nước ven biển, một phần của hệ sinh thái thủy sinh.

Hệ sinh thái thủy sinh là một hệ sinh thái trong vùng nước. Hai dạng chính của hệ sinh thái thủy sinh và hệ sinh thái biển và hệ sinh thái nước ngọt.